# Farkas Jakab
Alistáli Farkas Jakab (Alistál, 1630 körül – ?) református lelkész.

## Élete
Szüleit korán elvesztvén, nagybátyja gyámsága alá került. A gimnáziumot Komáromban végezte; onnét Sárospatakra ment, hol 1647-ben egy évig hallgatta a felsőbb tudományokat, azután tanítóságra ment Tokajba; 1650-ben már Utrechtben tanult; 1656-ban gönci tanár volt. Lampe szerint (Histor. eccl. ref. 569. l.) később szőnyi lelkész és a komáromi egyházmegye proseniora volt.

## Munkái
- Problemata aliquot ad politiam ecclesiasticam de scholis quae sub praesidio Gisberti Voetii ventilandum proponit… Ultrajectum, 1652. (Szerinte az iskola közösügy állam és egyház között s az iskola kormánya s fentartási gondja illeti mind az államot, mind az egyházat; ha azonban az iskola oly államban fekszik, mely idegen az igaz vallástól, akkor az egyház rendezze s tartsa fenn az iskolákat; vagyis prot. államban a prot. iskola kormánya közös az államhatalommal, kath. államban pedig a prot. egyház intézze maga iskolái sorsát. Erdélyi, Magyar bölcsészet történetében az idő habozását látja Farkas beszédében.)
- Disputationis politicae de nobilitate pars prior. Ultrajectum, 1654.
- Disputationis politicae pars posterior. Ultrajectum, 1654 (két utóbbi értekezésben a politikai értelemben vett nemességről beszél)